# 비센테 루크반

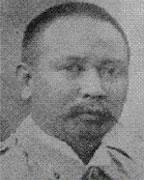
비센테 루크반 리예스

비센테 루크반 리예스(Vicente Lucbán Rilles, 1860년 2월 11일 - 1916년 11월 16일)는 필리핀의 독립운동가, 정치인, 장군이다. 미국-스페인 전쟁과 미국-필리핀 전쟁 당시 필리핀 카티푸난 게릴라 지도자의 한사람이었다.

## 생애
카티푸난에 참여하여 에밀리오 아기날도의 스페인 항전을 도왔고, 1899년부터는 미국의 식민통치에 저항하는 전쟁을 계속하였다.
1901년 에밀리오 아기날도가 미군에 생포되자 그해 7월 31일 미구엘 말바르 장군은 모든 희생을 감수할 각오로 독립 전쟁을 계속할 것을 선언하고 위해 국민들을 규합하였다. 미구엘 말바르의 결사 항전 주장에 투쟁 포기를 거부하던 다른 군사 지도자들은 지지를 표명했으며, 많은 국민들 또한 후원을 보내주었다. 외곽에서 게릴라전을 수행하던 비센테 루크반 역시 이에 호응하였다. 그렇게 되자 미군은 가혹한 정책으로 맞섰다.
미군은 혹독하게 탄압, 사살하였고, 그해 9월 28일 비센테 루크반은 샤마르 지역의 발랑기가의 미군 기지를 기습공격, 미군 수비대를 완전히 전멸시켰다. 미군 장교 3명과 병사 43명을 사살하고 11명이 부상하였다. "발랑기가의 대학살"이라고 불리는 이 전투는 필리핀 병력이 가한 최후의 괄목할 만한 성과로 기록된다. 미군기지의 궤멸에 격노한 제이컵 스미스 필리핀 주둔군 장군은 그 지역의 모든 남자들과 10세 이하의 소년, 소녀들을 모두 처형하라고 명령하였으며, 그 결과 그 지역은 한마디로 "흉측스러운 야만"으로 공포에 떨게 되었다. 룩반은 계속 게릴라를 이끌고 산악지대를 이동하며 미군을 공격하였다. 그러나 계속된 병력 증원과 무기 증원으로 1902년 2월 27일 미군은 룩반을 생포하였다. 그의 생포로 샤마르 지역의 저항은 종결되었다.
1912년 타바야스 주지사 선거에 출마하여 당선되었고, 1916년 11월 16일 마닐라의 자택에서 사망했다.